# Edgerton (Alberta)
Edgerton è un villaggio del Canada, situato nella provincia dell'Alberta, nella divisione No. 7.